# Alexander Calandrelli

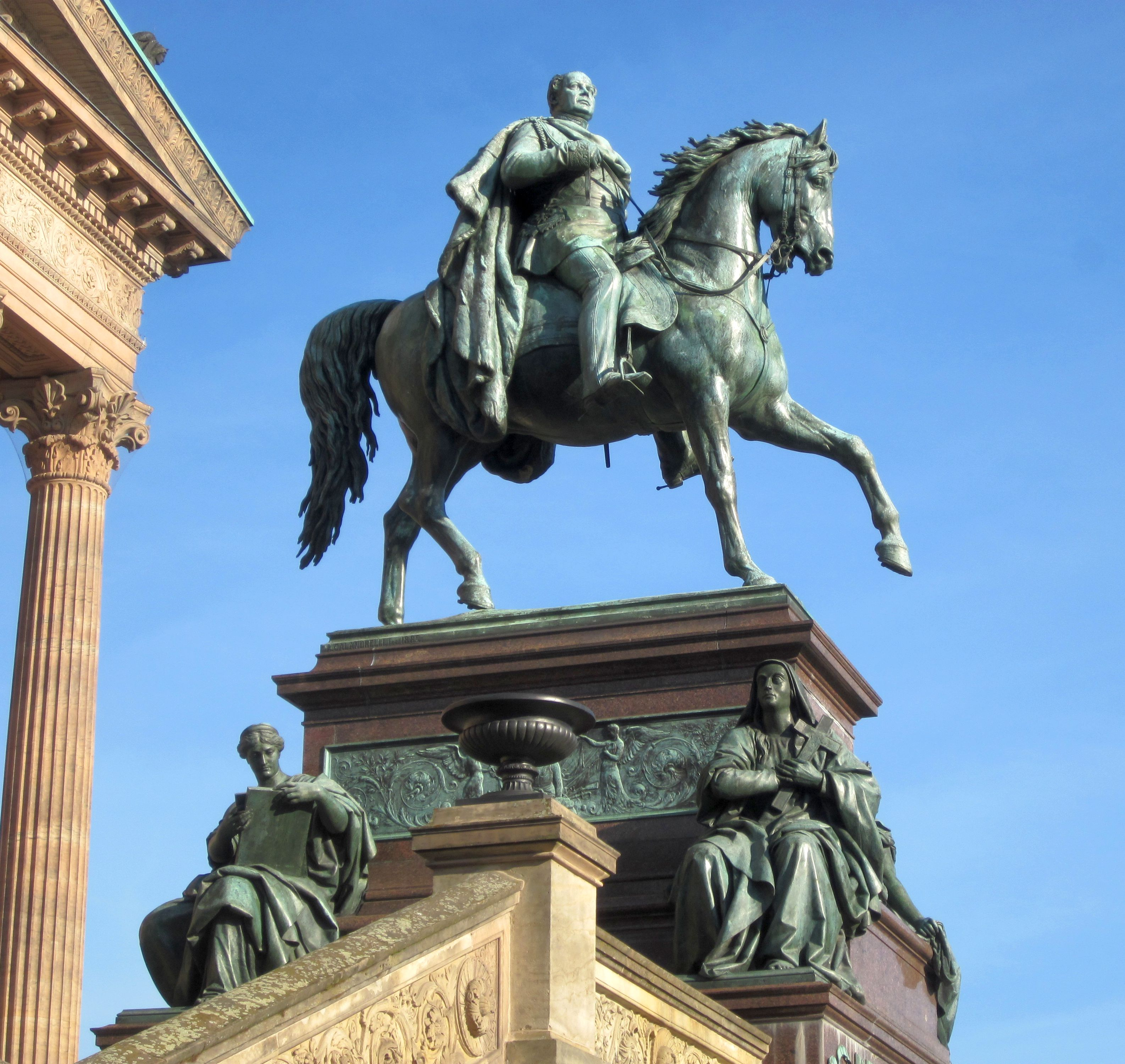
Reiterstandbild Friedrich Wilhelm IV. von Preußen vor der Alten Nationalgalerie in Berlin-Mitte

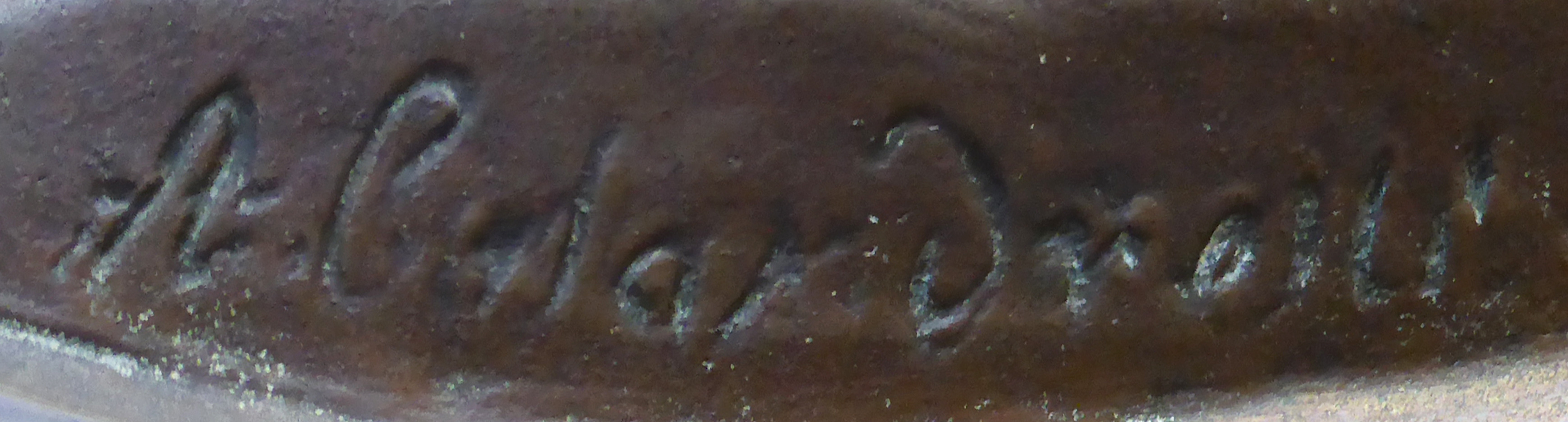
Signatur Alexander Calandrellis

Alexander Emil Ludovico Calandrelli (* 9. Mai 1834 in Berlin; † 26. Mai 1903 in Lankwitz) war ein deutscher Bildhauer italienischer Abstammung.

## Leben
Der Sohn des 1832 aus Rom berufenen Edelsteinschneiders und Zeichners Giovanni Calandrelli absolvierte von 1847 bis 1850 die Berliner Akademie der Künste. Aus Geldmangel musste er sein Studium jedoch vorzeitig abbrechen. Er konnte jedoch seine Ausbildung in den Werkstätten von August Wredow, Friedrich Wilhelm Dankberg (bis 1852) und Friedrich Drake (bis 1855) fortsetzen. Anschließend arbeitete er bis 1863 bei Ferdinand August Fischer.
Ab 1864 betrieb er eine eigene Werkstatt. Kleine Wachsarbeiten, deren Fertigung er bei Fischer erlernt hatte, bildeten den Übergang zu größeren Bildhauerarbeiten. Calandrellis erste größere Wachsarbeit waren Modelle zu einem silbernen Tafelaufsatz.
1874 wurde Calandrelli Professor für Bildhauerei, 1883 Mitglied und 1887 Senatsmitglied der Akademie der Künste. Zu seinen bekanntesten Schülern zählen August Gaul und Martin Götze.
Seine Tochter Margarethe heiratete am 25. Juni 1891 den preußischen Generalleutnant Franz Georg von Glasenapp.
Alexander Calandrelli wurde in Berlin auf dem landeseigenen Friedhof Wilmersdorf, Berliner Straße 81–103 beigesetzt. In Berlin-Lankwitz wurde bereits vor 1878 eine Straße nach ihm benannt.

## Leistungen
Calandrelli gehörte seit den 1870er Jahren zu den bevorzugten Künstlern des Kaiserhofes. Der gemäßigte Klassizismus seiner Arbeiten kennzeichnet ihn als einen späten Vertreter der Rauch-Schule in der Berliner Bildhauerschule, deren Einfluss am Ende des 19. Jahrhunderts massiv an Bedeutung verlor. Für ruhige Standbilder mit geforderter großer Porträtgenauigkeit war er einer der besseren Bildhauer seiner Zeit. Davon kann man sich in Rathenow überzeugen. Hier schuf er im Auftrag des Unternehmers Emil Busch 1885 das Denkmal des Begründers der deutschen optischen Industrie Johann Heinrich August Duncker, welches noch heute den Besucher auf dem Bahnhofsvorplatz in Rathenow begrüßt.

## Werke
- in der Berliner Nationalgalerie befinden sich
  - 1866/67 Sitzbild Peter von Cornelius nach Entwurf von Gustav Bläser als Attikastatue für das bereits 1884 abgerissene Palais des Kunstsammlers Athanasius Graf Raczynski; ein Gipsabguss soll sich im Museum Gotha befunden haben (verschollen)
  - 1874 Muse Thalia, Entwurfsmodell zur Bauplastik der Nationalgalerie Berlin
  - 1878/79 Allegorie der Kunst; Hilfsmodell zu einer Sockelfigur des Reiterstandbilds Friedrich Wilhelms IV. auf der Freitreppe der Nationalgalerie
  - 1878/79 Allegorie der Religion (wie vor)
  - 1880/81 Marmorstatue Peter von Cornelius; ehemals in der Vorhalle des Alten Museums Berlin
- um 1864 Figurengruppen und reich verzierte Vasen für Schloss Wiesenburg
- 1866 Gips-Standbild eines Kurfürsten (welches?) auf der Schlossterrasse zur Festdekoration anlässlich des Einzuges der siegreichen Truppen am 21. September 1866 in Berlin (zerstört)
- 1867/68 vier Soldatenfiguren: Infanterie, Kavallerie, Artillerie und Marine an den Ecken eines silbernen denkmalartigen Aufbaus (Ehrensäule), bekrönt von einer Borussia von Gustav Bläser, als Jubiläumsgeschenk der preußischen Armee an König Wilhelm I. zum 60. Militärjubiläum des Königs; im Berliner Stadtschloss (verschollen)
- um 1870: Ensemble Krieg – vier Figurengruppen aus Sandstein an der Rüsternallee im Großen Tiergarten, südwestlich der Kongresshalle. Die Figuren waren bis 1938 nahe dem Reichstagsgebäude am ehemaligen Alsenplatz aufgestellt und wurden für Albert Speers Welthauptstadt Germania aus dem Weg geräumt. Für 2012 ist eine Restaurierung und Neuaufstellung am nahe gelegenen und besser sichtbaren Großfürstenplatz vorgesehen.

Abschied des Landsmannes von August Wittig
Schlacht von Rudolf Schweinitz
Pflege der Verwundeten von Ludwig Brodwolf (teilzerstört, aber am Ort belassen)
Glückliche Heimkehr von Alexander Calandrelli
- um 1870 Ensemble: Vier deutsche Ströme – vier Figurengruppen aus Sandstein im Großen Tiergarten am Großfürstenplatz / John-Foster-Dulles-Allee, gegenüber vom Haus der Kulturen der Welt. Die Figuren, ursprünglich für die bereits 1882 abgerissene Königsbrücke am Alexanderplatz geschaffen, standen danach um einen Tritonbrunnen von Joseph von Kopf im Halbkreis herum. Den Figuren fehlen teilweise Köpfe, sie sind beschmiert und weisen Einschusslöcher auf. Sie befanden sich lange Zeit in einem Depot, nur der Brunnen und die Sockel waren vorhanden. Inzwischen (2015) wurden sie restauriert und wieder an ihrem ursprünglichen Standort aufgestellt.

August Wittig (1823–1893): Die Weichsel (Holzflößerei, Ährenleserin)
Rudolf Schweinitz (1839–1896): Die Oder (Frau, Bergmann, Schafscherer)
Alexander Calandrelli: Die Elbe (Merkur und ein Knabe mit Zahnrad)
Rudolf Schweinitz (1839–1896) Der Rhein (Weinlese, Lachsfang)
- 1871–73 das Relief Auszug der Truppen und Erstürmung der Düppeler Schanzen an der Westseite des Sockels der Berliner Siegessäule, das sich auf den Deutsch-Dänischen Krieg von 1864 bezieht (laut Meyers Lexikon das beste der vier Reliefs). Einige Figuren des Reliefs lassen sich als historische Personen identifizieren: Teilansicht 1, Gruppe links oben: Ferdinand Heinrich August Knerk (Staatsbeamter), Johann Heinrich Strack (Architekt), Heinrich Ludwig Alexander Herrmann (Technische Oberleitung) – sie waren für den Bau der Siegessäule verantwortlich. Rechts daneben der Prediger Wilhelm Hoffmann. Teilansicht 3, Bildmitte: Generalmajor Eduard von Raven, er starb nach einer Verwundung beim Sturm auf die Düppelner Schanzen. Teilansicht 4, links unten: Pionier-Leutnant Lommatzsch starb als Fahnenträger beim Angriff.

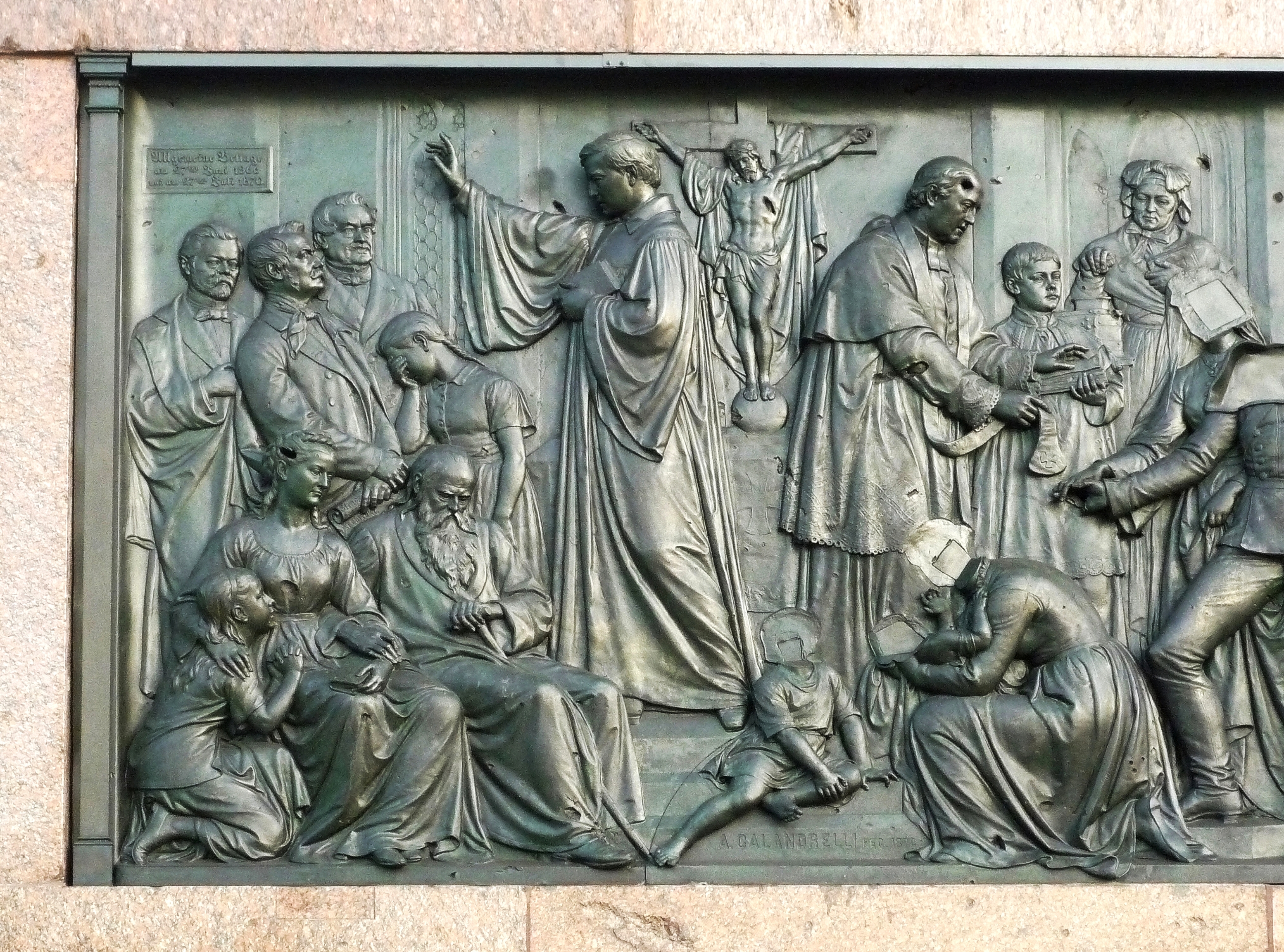
Teilansicht 1
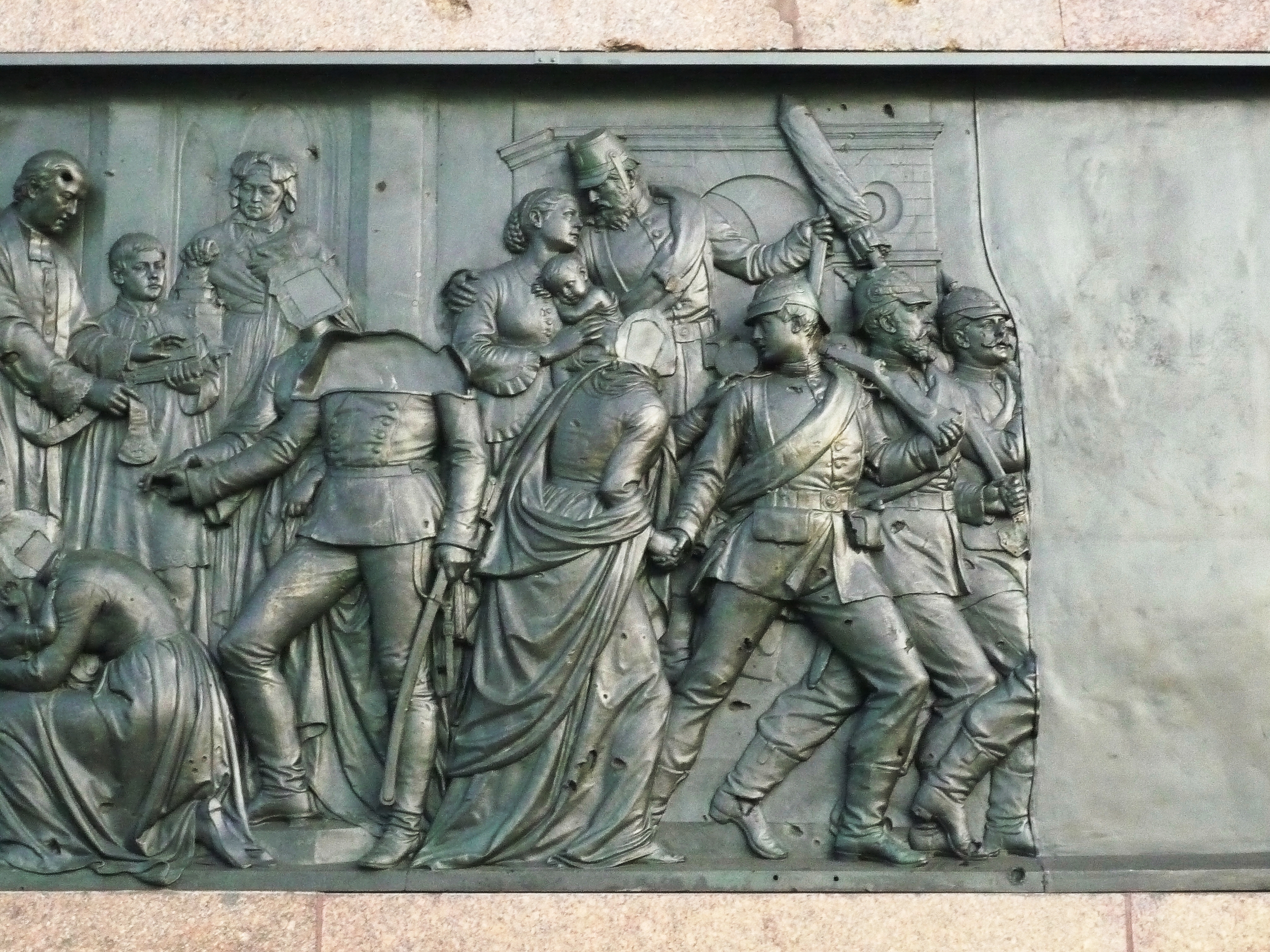
Teilansicht 2
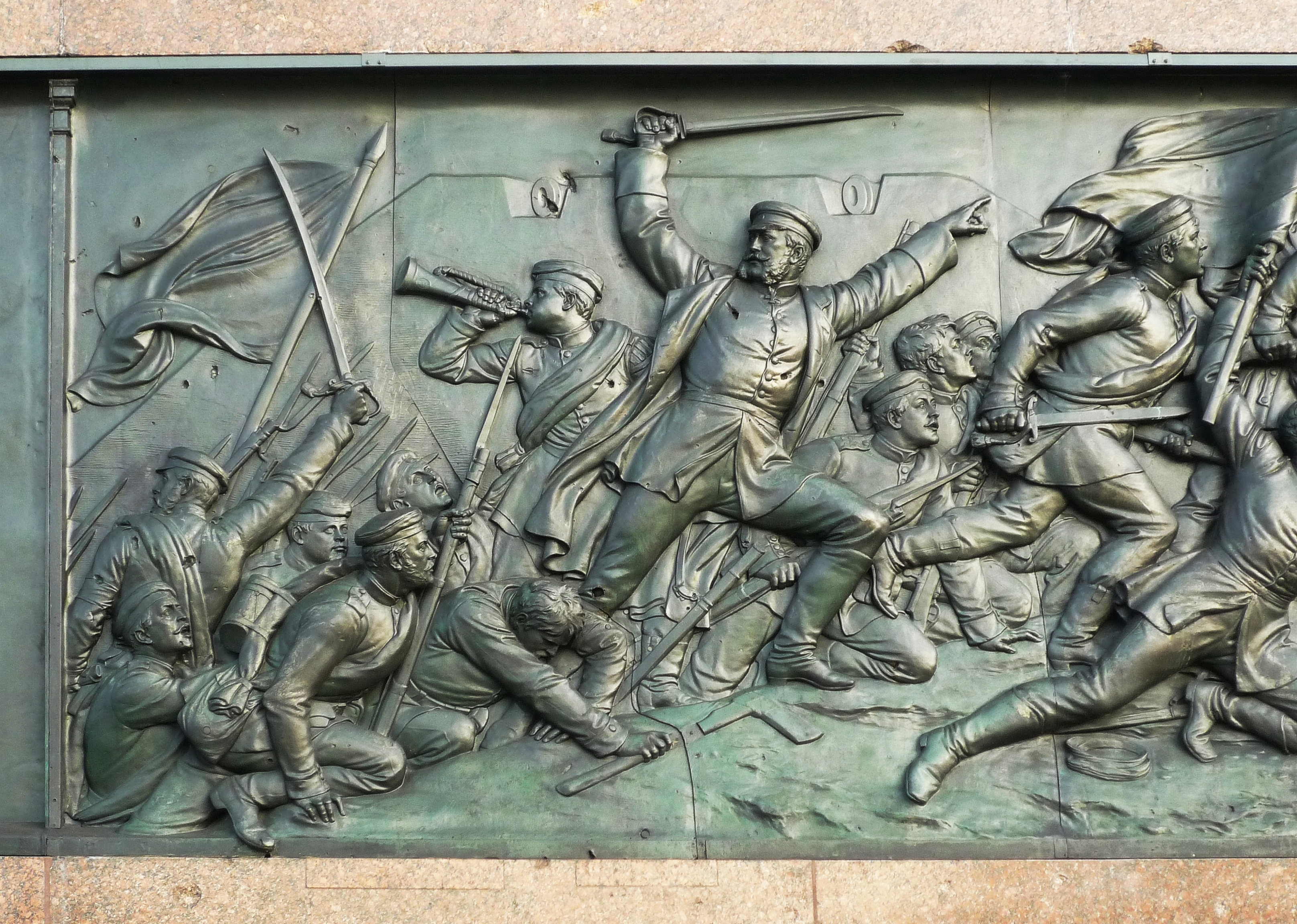
Teilansicht 3
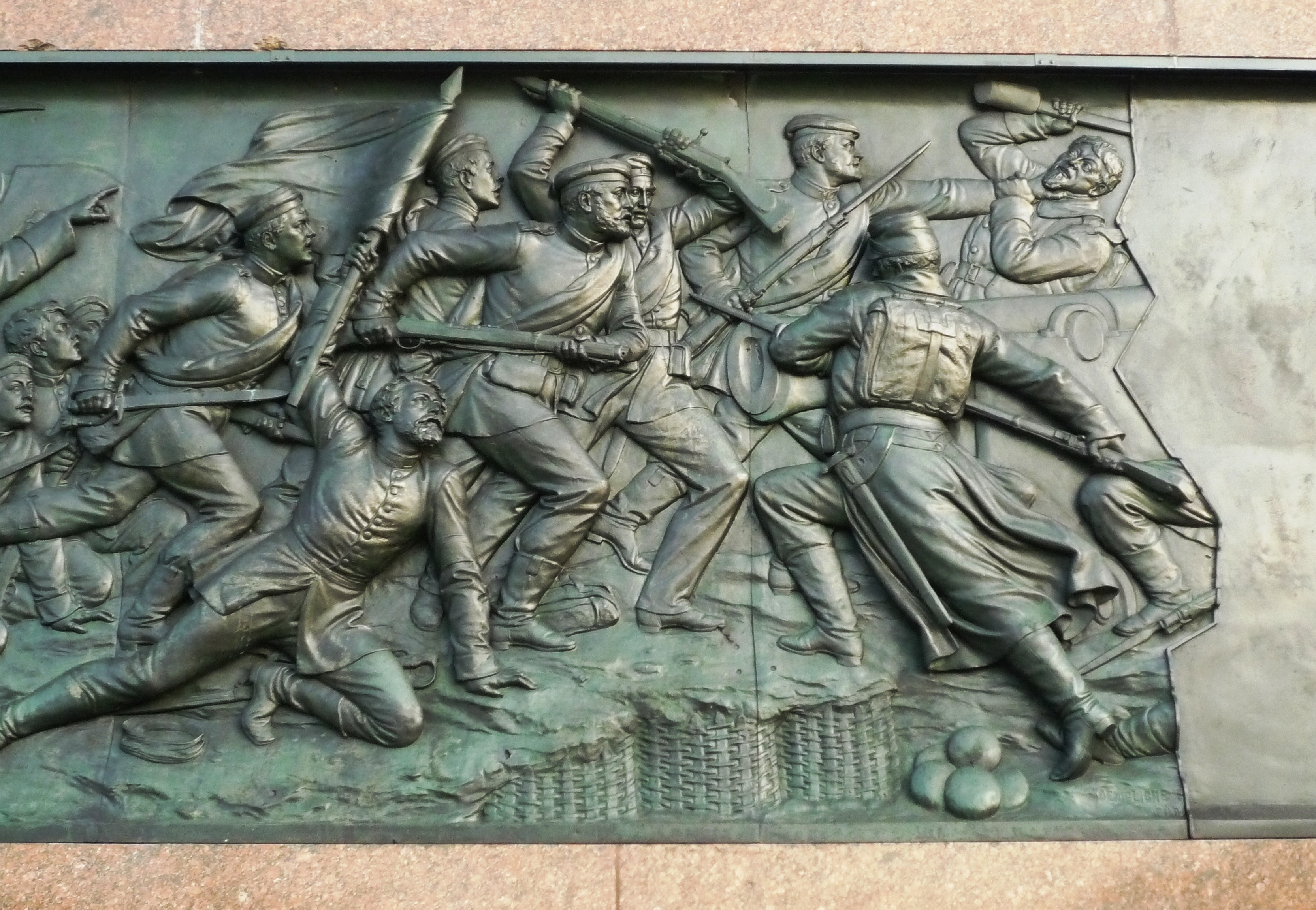
Teilansicht 4

- 1873 (erfolgloser) Wettbewerbs-Entwurf für ein Goethe-Denkmal in Berlin
- um 1870/75 Der Kunstgedanke, eine von zwei Treppenwangenfiguren für die Alte Nationalgalerie Berlin (Die Kunsttechnik von Julius Moser)
- um 1870/75 Sandsteinfiguren der Musen Thalia, Erato und Melpomene auf dem Kuppelvestibül der Alten Nationalgalerie Berlin (die anderen fünf von Ludwig Brodwolf)

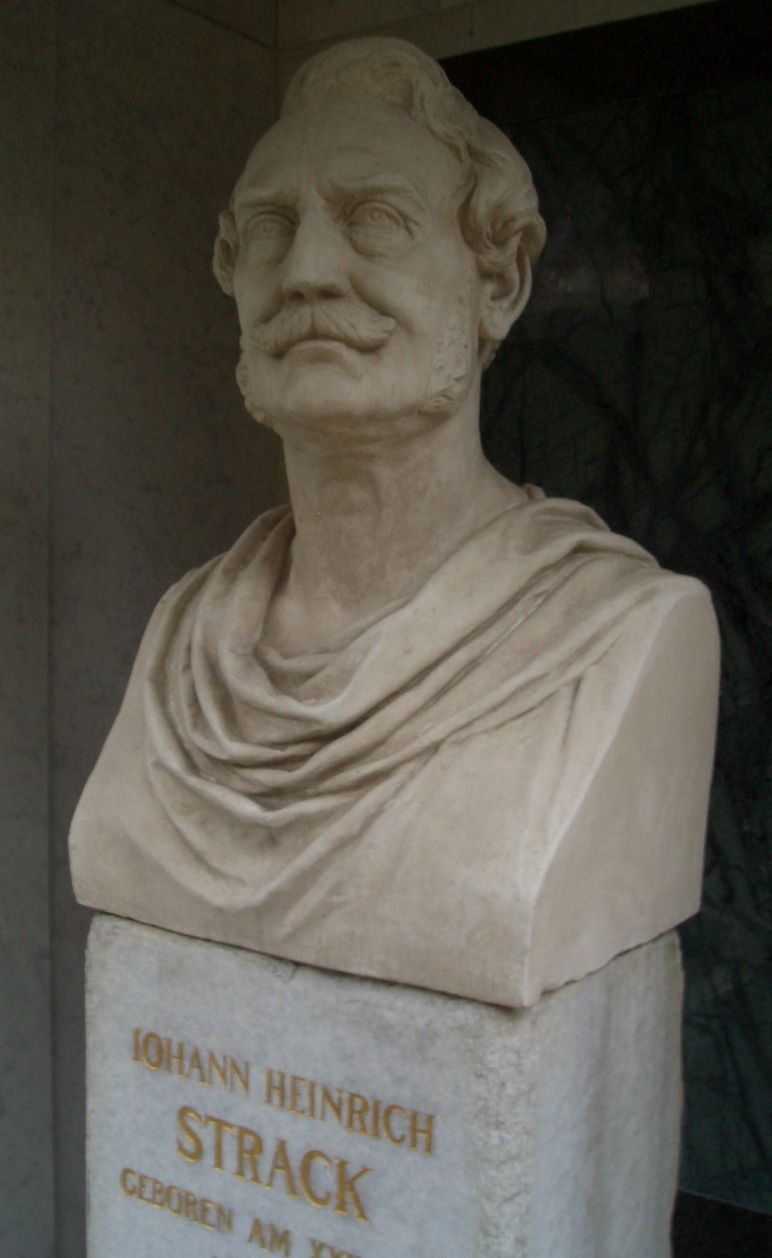
Johann Heinrich Strack – Büste für dessen Grab in Berlin

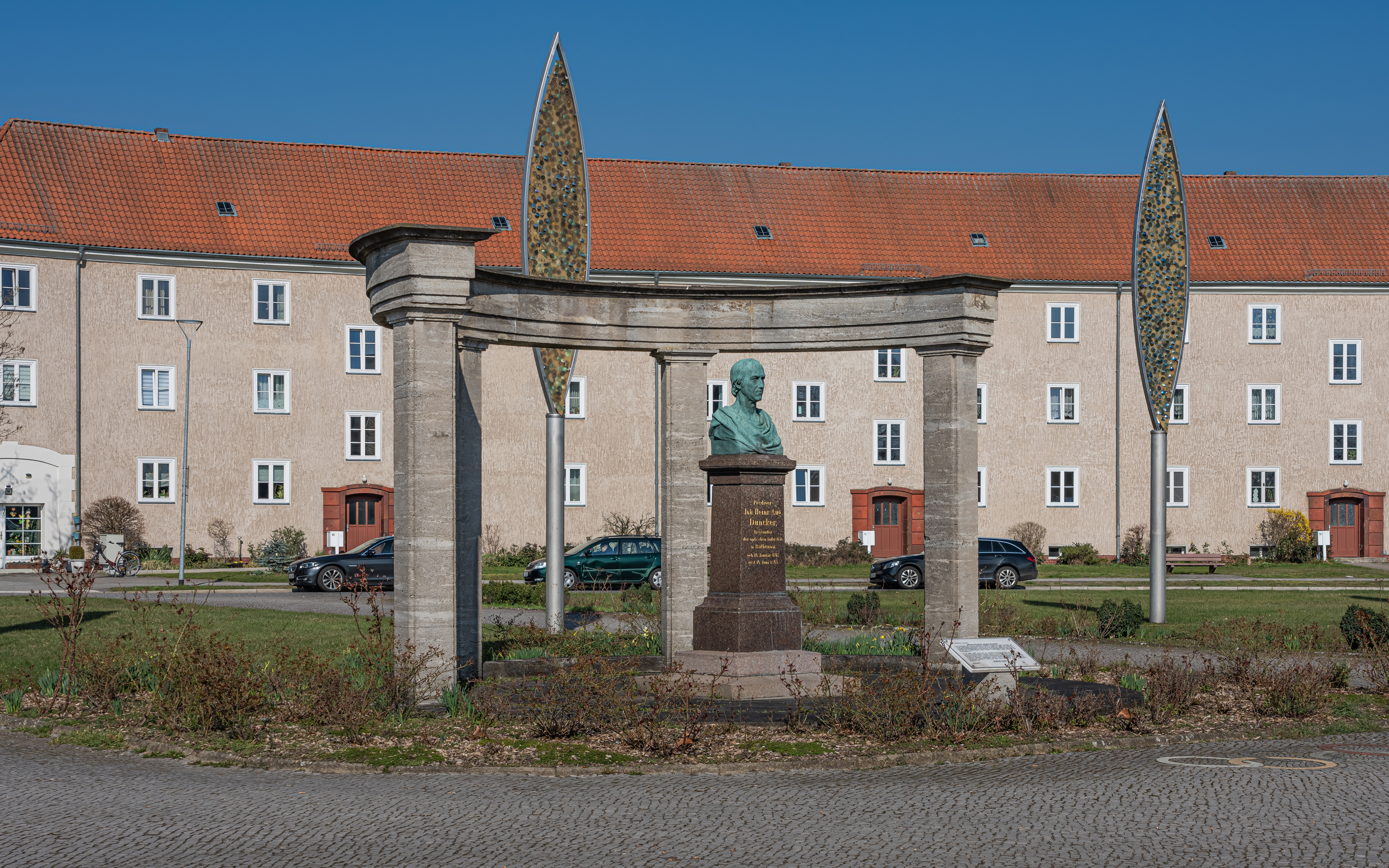
Büste für das Duncker-Denkmal in Rathenow, 1885

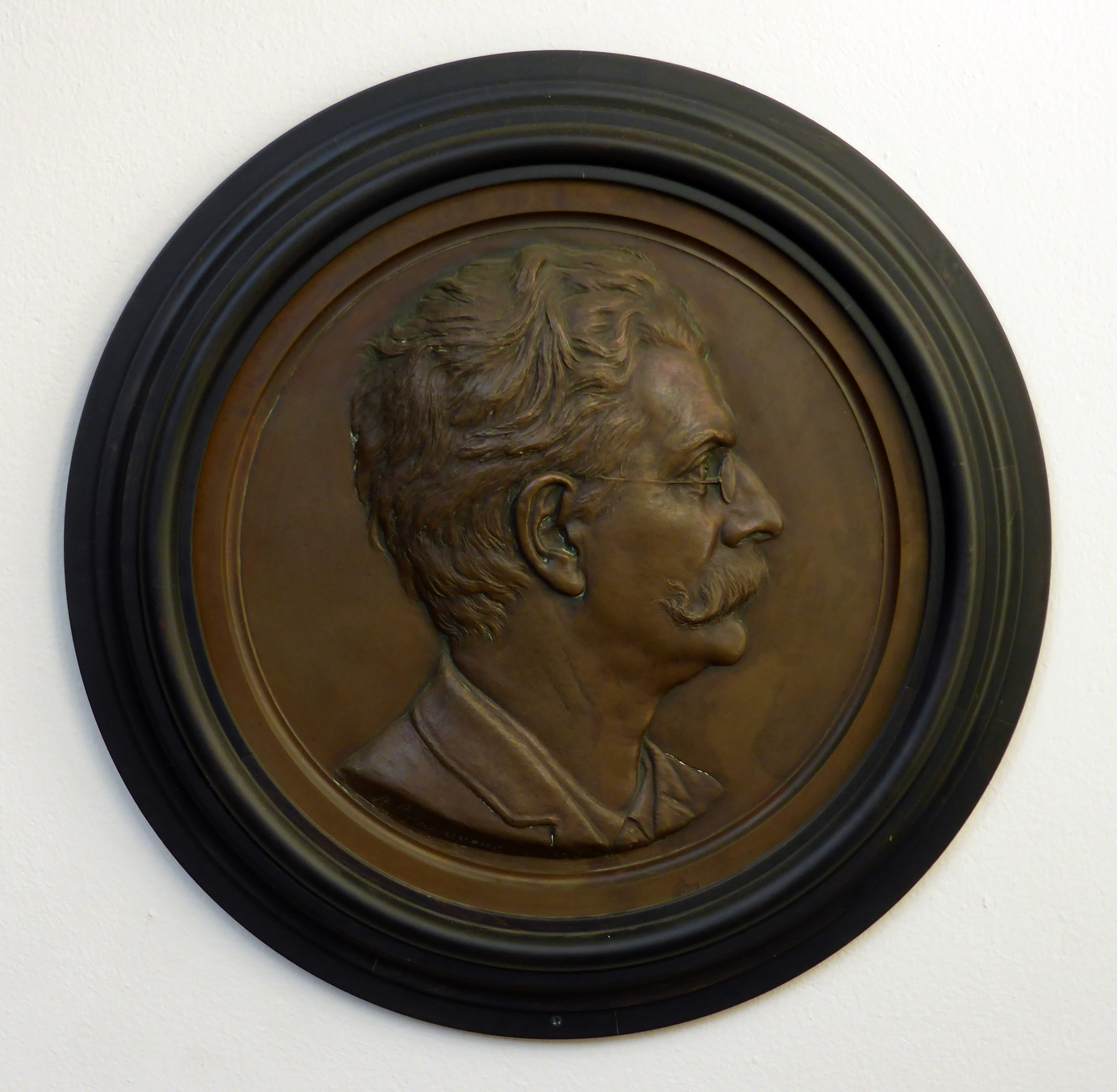
Reliefbild Franz Schwechten (1895)

- 1874–76 Kriegerdenkmal an der Landsberger Allee (ehemaliger Landsberger Platz) mit einem von einem Genius geleiteten Krieger. Inschrift: Seinen in den Jahren 1864, 66, 70 und 71 gefallenen Söhnen. Der V. Distrikt; nach Kartei der Gartendenkmalpflege Berlin zwischen 1942 und 1944 eingeschmolzen[3]
- 1876 Denkmal Peter von Cornelius in Gotha
- 1876 Kriegerdenkmal 1870/71 in Güstrow mit der Terrakotta-Figur Germania von Alexander Calandrelli (bereits 1910 wegen Bauschäden abgerissen und durch ein Denkmal von Wilhelm Wandschneider ersetzt)
- 1874–78 zusammen mit Rudolf Schweinitz Fertigstellung des Kölner Denkmals für Friedrich Wilhelm III. vom verstorbenen Bildhauer Gustav Bläser (Reiterstandbild 1943 schwer beschädigt, 1990 rekonstruiert); von Calandrelli am Sockel die Statue des Generals Johann David Ludwig Graf Yorck von Wartenburg (bereits seit 1870 in Auftrag Bläsers) und die Reliefs mit Motiven zu Kunst, Wissenschaft und Musik (1877, erhalten) bzw. Industrie, Dombau und Handel (1877, zerstört) sowie aus den Befreiungskriegen (1878, zerstört)
- 1876–79 Leitung und Mitarbeit an der Ausschmückung des Berliner Rathauses mit Terrakottareliefs zur Geschichte Berlins; von Calandrelli der fünfteilige Zyklus an der Seite der Spandauer Straße
- 1880 zwei (von vier) Bronze-Standbilder Kaiser Wilhelm I. und Kurfürst Friedrich sowie zwei (von vier) Reliefs für das Siegesdenkmal der Feldzüge von 1864, 1866 und 1870/71 auf dem Harlunger Berg bei Brandenburg an der Havel
- um 1880 Kriegerdenkmal mit Germaniafigur in Meinerzhagen-Valbert
- 1881 Marmorbüste für das von Stracks gleichnamigem Neffen und Adoptivsohn entworfene Grabmal für Johann Heinrich Strack d. Ä. auf dem Alten Friedhof der Dorotheenstädtischen und Friedrichswerderschen Gemeinden in Berlin, Chausseestraße 126 (hier heute eine Kunststeinkopie der Büste, Original im Besitz des Landesdenkmalamtes Berlin, Referat für Gartendenkmalpflege)
- 1880–83 Terrakotta-Figuren der Freimaurerloge Friedrich Wilhelm zur gekrönten Gerechtigkeit (Frau mit Krone, Richtschwert und Waage) und der Loge Urania zur Unsterblichkeit (Frau mit Sternendiadem) für die Große Loge von Preußen genannt Royal York zur Freundschaft in Berlin (weitere vier Figuren von Albert Wolff; zerstört)
- 1885 Beim Bade überraschte Nymphe für den Nymphenbrunnen der Villa von der Heydt in Berlin (Bronzenachguss; Marmor-Original leicht verwittert am Eingang des Ephraim-Palais); einer der vielen Bronzegüsse dieser Figur im Kurpark Wildungen; als Kleinbronzen von der Gießerei Hermann Gladenbeck vervielfältigt
- 1875–1886 Bronze-Reiterstandbild Friedrich Wilhelms IV. mit dem Sockelfiguren Religion, Kunst (Poesie), Geschichte (Historie) und Philosophie auf der Freitreppe der Alten Nationalgalerie Berlin (nach einem ersten Entwurf von Gustav Bläser)
- 1884–1888 Sitzfiguren der Allegorie des Handels und Allegorie des Ackerbaus, als überlebensgroße Sandsteinskulpturen an der Hauptfassade des Hauptbahnhofes Frankfurt am Main (1888), beide Werke in Beteiligung am Bildprogramm von Gustav Herold, mit weiteren Bildhauern, u. a. Emil Hundrieser. Handel in frontaler Position, links, an Südostecke, Ackerbau in frontaler Position, rechts, an Nordostecke des Portalbogens.
- 1888 Büste für das Grab von Leopold Arends (gestohlen, wieder aufgetaucht, heute im Hugenottenmuseum vgl. Liesenstraße)
- 1890 Bronze-Standbilder Kaiser Wilhelm I. und Kaiser Friedrich III. für den Eckturm des Polizeipräsidiums Berlin
- 1891 Bronze-Büsten Gerhard von Scharnhorst und Albrecht von Roon für die Ruhmeshalle im Berliner Zeughaus
- 1891/92 Grabmal mit Porträtmedaillon August Wredow auf dem Alten St.-Matthäus-Kirchhof Berlin (zerstört und 1988 ohne das Relief rekonstruiert)
- 1893: Bronze-Reiterstandbild Kaiser Wilhelms I. in Bromberg, 1919 vor Abtretung der Stadt an Polen (gemäß dem Versailler Vertrag) sichergestellt und nach Meseritz gebracht, seit 1946 verschollen

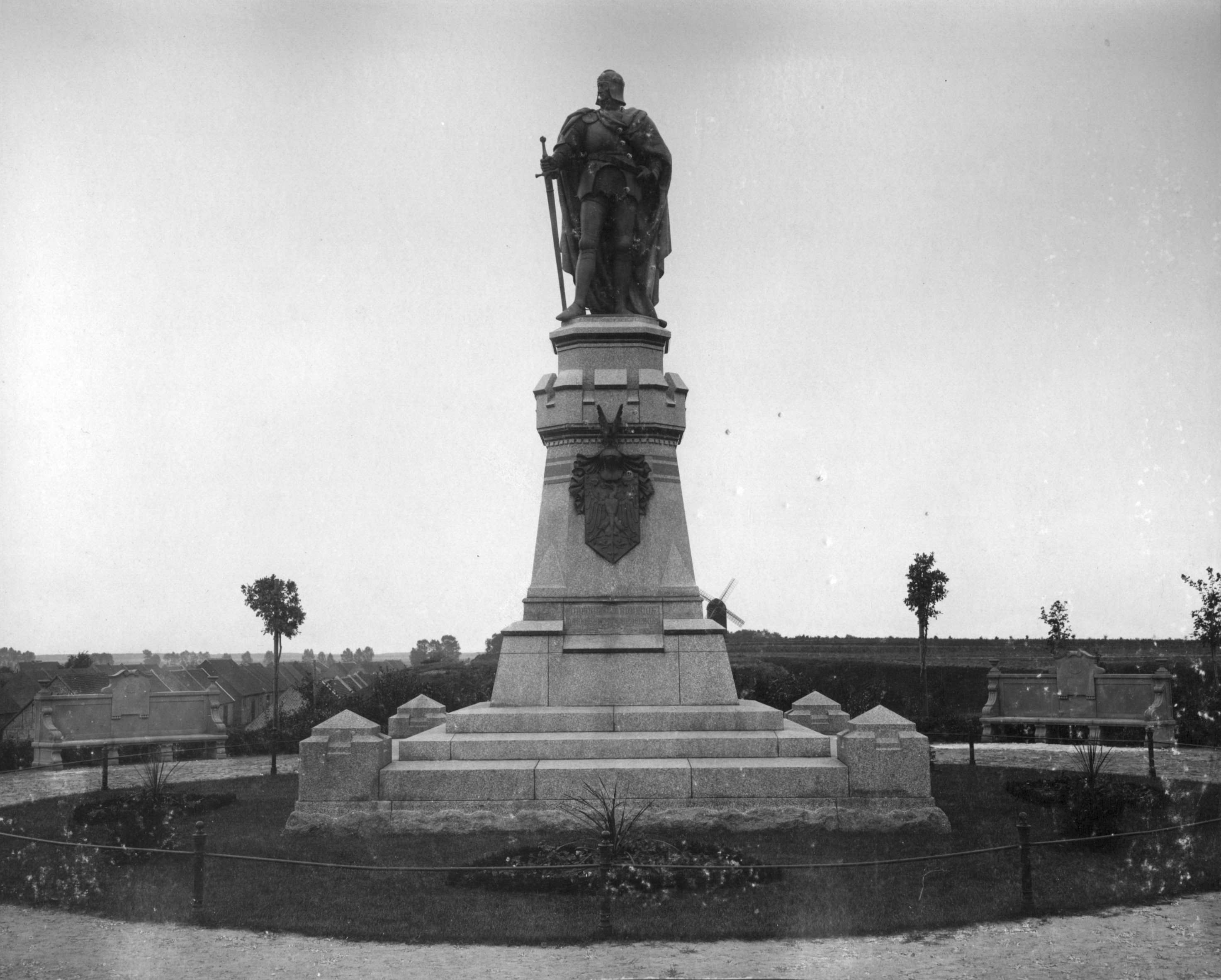
Kurfürst Friedrich I. – Denkmal in Friesack (zerstört)

- 1894 Bronze-Standbild Kurfürst Friedrich I. in Friesack (um 1942 demontiert, allerdings erst in der DDR eingeschmolzen, 2012 rekonstruiert); eine kleine 1891 datierte Bronzestatuette (53 cm) befindet sich im Kasteel Huis Doorn, dem Exilhaus von Kaiser Wilhelm II.
- 1894 Marmor-Standbild König Friedrich Wilhelm II. im Weißen Saal des Stadtschlosses Berlin (insgesamt neun Standbilder von verschiedenen Bildhauern)
- 1895 Bronze-Standbild Kaiser Friedrich III. in Swinemünde; im Frühjahr 1945 abgebaut und eingeschmolzen
- um 1895 Sandstein-Standbilder der Apostel Bartholomäus und Philippus auf dem Hauptgesims der Vorhalle des Berliner Doms
- 1895 Reliefbild des Architekten Franz Schwechten (heute im Bestand des Deutschen Technikmuseum Berlin)
- 1896 Porträtmedaillon Emil Ehrentraut in der Eingangshalle des Krankenhauses Britz (Berlin-Neukölln)
- 1897 Denkmal Kaiser Wilhelm I. in Reichenbach im Vogtland
- 1896/98 Marmor-Gruppe 16 für die Siegesallee Berlin mit Standbild des Kurfürsten Friedrich II. sowie Büsten von Friedrich Sesselmann (Bischof von Lebus) und Wilke Blankenfelde (Bürgermeister von Berlin); alle beschädigt noch erhalten
- 1898 Sockelfiguren (Bären) Eingang Mausoleum Tierpark Dessau, (Sachsen-Anhalt)
- undatiert

Entwürfe für ein Bootshaus bzw. Touristenhaus in Berlin-Grünau, Dahmestraße 6, Fertigstellung 1910
Kriegerdenkmal in Eltville am Rhein
Sockelfiguren am Kriegerdenkmal (?) in Alsen
Bronzebüste Helmuth Karl Bernhard von Moltke im Kaiserhain auf dem Hutberg bei Großschönau (Sachsen)
Trautchen, Büste eines jungen Mädchens mit offenem Haar (Auktionsverkauf 1994)
weiblicher Akt, Bronzestatuette (Auktion 2004) wahrscheinlich eine Nymphe (siehe oben)
Reiterstandbild des Königs Wilhelm I. im Turnierkostüm mit zwei Landsknechten, 2 m hoch